# Okręg Marmande
Okręg Marmande (fr. Arrondissement de Marmande) – okręg w południowo-zachodniej Francji. Populacja wynosi 79 600.

## Podział administracyjny
W skład okręgu wchodzą następujące kantony:
- Bouglon,
- Castelmoron-sur-Lot,
- Duras,
- Lauzun,
- Marmande-Est,
- Marmande-Ouest,
- Mas-d'Agenais,
- Meilhan-sur-Garonne,
- Seyches,
- Tonneins.